# Setapius curvata
Setapius curvata är en insektsart som först beskrevs av Logvinenko 1974.  Setapius curvata ingår i släktet Setapius och familjen kilstritar.
Artens utbredningsområde är Ukraina. Inga underarter finns listade i Catalogue of Life.